# Kallima buckleyi
Kallima buckleyi är en fjärilsart som beskrevs av Moore 1879. Kallima buckleyi ingår i släktet Kallima och familjen praktfjärilar. Inga underarter finns listade i Catalogue of Life.